# Теребовлянська міська територіальна громада
Теребовлянська міська громада — територіальна громада в Україні, в Тернопільському районі Тернопільської області. Адміністративний центр — м. Теребовля.
Площа громади — 444,8 км², населення — 30 861 осіб (2020).
Утворена 29 липня 2015 року шляхом об'єднання Теребовлянської міської та Вербовецької, Довгенської, Долинської, Кровинківської, Ласковецької, Лошнівської, Могильницької, Мшанецької, Острівецької, Підгайчицької, Плебанівської, Романівської, Сущинської сільських рад Теребовлянського району.
19 липня 2020 року, в результаті адміністративно-територіальної реформи та ліквідації Теребовлянського району, увійшла до складу Тернопільського району.

## Населені пункти
У складі громади 1 місто (Теребовля) і 27 сіл:
- Боричівка
- Вербівці
- Гумниська
- Деренівка
- Довге
- Долина
- Залав'є
- Застіноче
- Зеленче
- Кобиловолоки
- Кровинка
- Ласківці
- Лошнів
- Малів
- Млиниська
- Мшанець
- Нова Могильниця
- Остальці
- Острівець
- Підгайчики
- Підгора
- Плебанівка
- Романівка
- Семенів
- Слобідка
- Стара Могильниця
- Сущин